# UNTAES

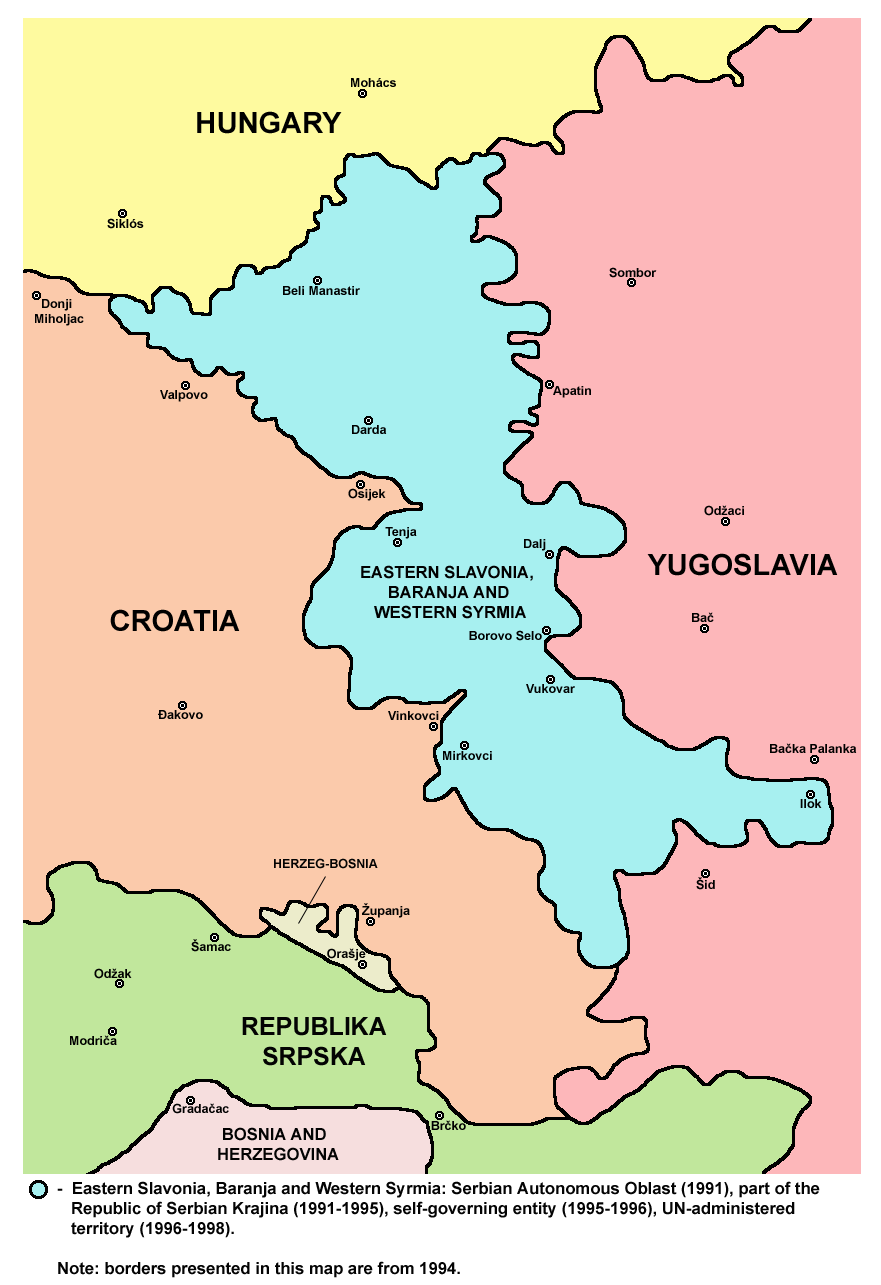

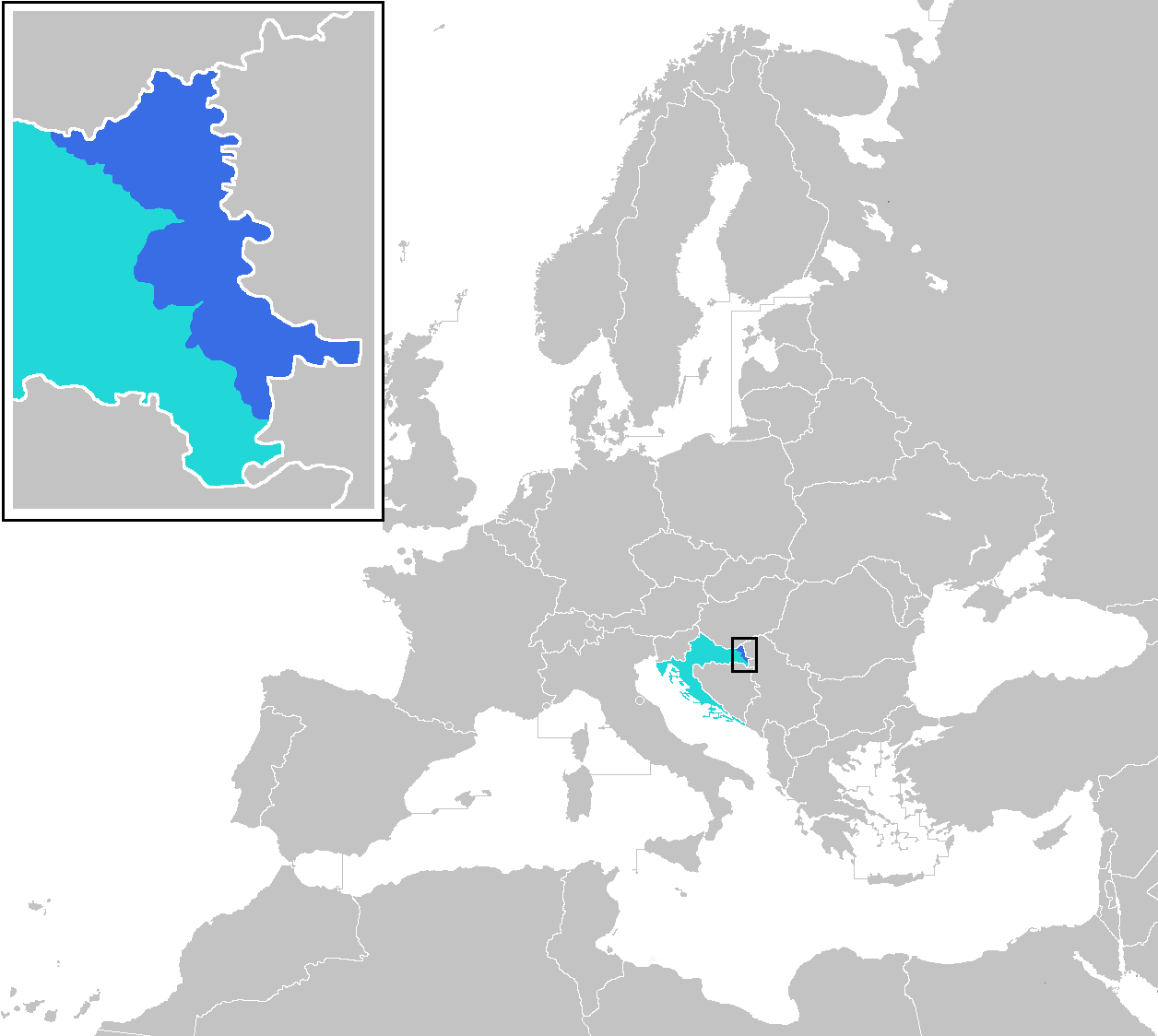

L'Amministrazione Transitoria delle Nazioni Unite nella Slavonia orientale, Baranja e Sirmia occidentale (UNTAES dall'inglese United Nations Transitional Administration for Eastern Slavonia, Baranja and Western Sirmium) è stata una missione di peacekeeping dell'ONU nell'est della Croazia tra il 1996 e il 1998.
Dopo gli Accordi di Dayton e l'accordo di Erdut tra il governo croato e la minoranza serba, le regioni di Slavonia, Baranja e Sirmia vennero affidate alla giurisdizione croata con l'invio di un contingente multinazionale di stabilizzazione, l'UNTAES.
La missione cominciò il 15 gennaio 1996 con il compito di smilitarizzare la regione e di consentire una pacifica reintegrazione delle regioni sotto il controllo croato.
La missione consisteva in 4.000 militari, 400 agenti di polizia e 99 osservatori militari, con una durata iniziale di un anno.
Il mandato fu poi prorogato per un altro anno concludendosi il 15 gennaio 1998.
Durante la missione non si sono verificate rilevanti violazioni degli accordi.